# Crodowaldo Pavan
Crodowaldo Pavan (1er décembre 1919 - 3 avril 2009) est un  biologiste et généticien brésilien. Pavan était l'un des scientifiques brésiliens les plus éminents dans le domaine de la génétique. Il a été président de la Société brésilienne pour l'avancement des sciences (SBPC) de 1981 à 1986 et du Conseil national pour le développement scientifique et technologique (CNPq) de 1986 à 1990.

## Enfance et études
Pavan est né en 1919, dans la ville de Campinas, dans l'État de São Paulo, au Brésil, dans une famille de la deuxième génération d'immigrant italiens. Son arrière-grand-père était un expert en peinture textile et un militant (anarchiste), souvent persécuté et emprisonné en Italie ainsi qu'au Brésil pour son activisme politique. Enfant, influencé par l'usine de fabrication de porcelaine son père à Mogi das Cruzes, il penche vers  une carrière dans l'ingénierie, mais change lorsqu'il a eu l'occasion, à l'école secondaire, d'assister à une conférence donnée par le professeur André Dreyfus (pt). Pavan s'inscrit en 1938  à l'université de São Paulo en histoire naturelle et continue à travailler en biologie sous la direction de son mentor. Il est diplômé en histoire naturelle de l'université de São Paulo en 1941. 
En 1942, il est engagé comme professeur assistant auprès d'André Dreyfus et, en 1943, il commence à travailler en collaboration scientifique avec Theodosius Dobzhansky, de l'université Columbia, à New York. En 1945, il termine son doctorat à l'université de São Paulo. Sa thèse de doctorat porte le sujet des poissons aveugles pimelodella kronei.  Au cours des deux années suivantes, en tant que boursier de la Fondation Rockefeller, il a fait des études postdoctorales à l'Université Columbia. Il est promu professeur titulaire à l’université de São Paulo, poste qu'il occupe jusqu'à sa retraite en 1978. 
Il est à l'origine de la découverte, sur la côte de São Paulo, d'un insecte qui s'est révélé très favorable à l'étude de l'action génique et de la cytologie (étude de la vie à l'échelle cellulaire), qui a ouvert un nouveau champ de recherche.

## Chercheur
En 1942, Pavan s'implique dans un projet de recherche pionnier sur les mouches Drosophile sous les aspects génétique, taxonomie et écologie, financé par la Fondation Rockefeller et dirigé par le biologiste russo-américain Theodosius Dobjansky. Ce sujet est devenu pour Pavan un thème de recherche pendant toute sa vie et la source de sa reconnaissance internationale. En particulier, Pavan a introduit en biologie l'étude cytogénétique de Rhynchosciara angelae, une mouche remarquable pour ses chromosomes géants, ce qui facilite la détermination des sites de gènes. Lui et ses collaborateurs ont été parmi les premiers à prouver que la structure des gènes et des chromosomes n'était pas fixe et pouvait être modifiée par infections. 
En 1964 et 1965, il est engagé comme chercheur à la division de biologie du Laboratoire national d'Oak Ridge à Tennessee, aux États-Unis, où il a créé un laboratoire pour étudier l'action génétique et les effets biologiques des rayonnements. De 1968 à 1975, il est professeur titulaire de génétique pour la vie à l'université du Texas à Austin. En 1968, il devient professeur titulaire à l'université du Texas à Austin. Il retourne au Brésil en 1975 et, après avoir pris sa retraite de l'université de São Paulo, il accepte un poste de professeur titulaire à l'université d'État de Campinas, récemment fondée, en tant que président de département et doyen de l'University of Campinas Institute of Biology (en) jusqu'à une deuxième retraite.

## Influence
En tant que dirigeant scientifique, Pavan s'est impliqué principalement dans le développement des sciences et technologies au Brésil dans la seconde moitié du XXe siècle. Il a été président du conseil national de la recherche (Conselho Nacional de Desenvolvimento Científico e Tecnológico) de 1986 à 1990, et président de la Sociedade Brasileira para o Progresso da Ciência (en) de 1980 à 1986, une période fondamentale pour la démocratisation du pays, où la Société a joué un rôle de premier plan dans la résistance civile au gouvernement militaire. Il était membre de nombreuses sociétés scientifique, et vers la fin de sa vie, il vivait à São Paulo et était actif dans la transmission de la science au public. Il était un des fondateurs et directeurs de l'Associação Brasileira de Divulgação Científica (pt), et dans la recherche concernant la lutte biologique contre les fléaux agricoles.

## Honneurs et distinctions

### Société scientifiques
Pavan était membre de diverses sociétés scientifiques internationales, notamment  
- The World Academy of Sciences,
- Académie des sciences de Lisbonne,
- Société royale physiographique à Lund,
- Académie chilienne des sciences,
- Académie pontificale des sciences,
- Académie brésilienne des sciences,

et en tant que tel, l'un des fondateurs des Academia das Ciências do Estado de São Paulo (ACIESP), Academia de Medicina de São Paulo, Academia de Educação de São Paulo et de la Sociedade Brasileira de Genética, dont il était un des présidents.

### Décorations
- Commandeur de  l'ordre de Rio Branco - 1986
- Offiienr de l'Ordre du mérite - Forces armées du Brésil - 1986
- Ordem da Inconfidência - État de Minas Gerais - 1987
- Grand officier de l'Ordre du mérite - Portugal - 1987
- Grande croix de l'Ordre national du mérite scientifique - Brésil - 1994

### Médailles
- Médaille "Anchieta" - Câmara de Vereadores da cidade de São Paulo - 1988
- Médaille CAPES 50 Anos - CAPES/MEC - 2001

### Prix
- Prêmio Nacional de Genética - 1963
- Prix Jabuti - 1964
- Prêmio Moinho Santista (Biologia) - (Fundação Moinho Santista) - 1980
- Prêmio Alfred Jurzykowski - Academia Nacional de Medicina (en) - 1986

## Publications (sélection)
Chromosoma, Bd. 7, S. 371--386 (1955}.
- M. E. Breuer et C. Pavan, « Behavior of polytene chromosomes of Rhynchosciara angelae at different stages of larval development », Chromosoma, vol. 7,‎ 1955, p. 371-386.
- M. E. Breuer et C. Pavan, « Polytene chromosomes in different tissues of Rhynchosciara », Journal of Heredity, vol. 63,‎ 1952, p. 151-157.
- C. Pavan, « Chromosomal changes induced by infective agents Triangle », Sandoz J. Med. Sci., vol. 8,‎ 1967, p. 42-48.
- J. Biesele, C. Pavan, R. W.  Riess et A. V. Wertz, « XIII. Changes in the ultrastructure of Rhynchosciara cells infected by Microsporidia », Studies in Genetics, vol. VI,‎ 1971, p. 7103.

- A. B. Da Cunha, C. Morsoletto et C. Pavan, « Virus-chromosome relationships in cells of Rhynchosciara (Diptera, Sciaridae) », Caryologia, vol. 24,‎ 1971, p. 371-389.
- C. Pavan et P. F. Sanders, « Heterochromatin in development of normal and infected cells », Cell Differentiation, Munrsgaard - Copenhagen,‎ 1972.
- C. Pavan, « Karyotypes and possible regions of origin of three species of Calliphoridae (Diptera) recently introduced in Brazil », Revista Brasileira de Genética, vol. 6,‎ 1983, p. 619-638.